# Flerledsmekanisme
En flerledsmekanisme er en serie af stive pinde eller stænger forbundet med led til at udgøre en lukket kæde, eller en serie af lukkede kæder. Hver pind har to eller flere led, og leddene har forskellige frihedsgrader som tillader pindenes bevægelse.  Flere sammensatte pinde og led kaldes en mekanisme hvis to eller flere pinde er bevægelig med hensyn til en fastlåst pind. Flerledsmekanismer designes sædvanligvis til at modtage et mekanisk input og omsætte denne til et andet output, med formålet at ændre bevægelsen, hastigheden, acceleration og/eller anvende gear.
En flerledsmekanisme som er designet til at være stationær kaldes en mekanisk struktur. Eksempel en trekantrand eller en pyramidekant.

## Historie
Flerledsmekanismer er fundamentale komponenter i et maskindesign, og på trods af det var mange flerledsmekanismer dårligt forstået eller ikke opfundet før det 19. århundrede. Betragt en pind: Den har 6 frihedsgrader, 3 af dem er translationer og har centrum i pinden, de andre 3 er rotationer. Når pinden puffes ind under en sten og et støttepunkt er pinden begrænset til bestemte bevægelser, fungerende som en vægtstang til at løfte stenen. Når flere pinde og led tilføjes på forskellige måder kan deres samlede bevægelser styres yderligere. Meget komplicerede og præcise bevægelser kan designes med en flerledsmekanisme med kun få dele. 
Den industrielle revolution var flerledsmekanismernes guldalder. Matematik, ingeniørvidenskab og fremstillingsvirksomhed fremskridt tilvejebragte både behovet og muligheden til at skabe nye mekanismer. Mange simple mekanismer som synes indlysende i dag krævede nogle af æraens største hjerner at skabe. Leonhard Euler var en af de første matematikere som forskede i flerledsmekanisme syntese, og James Watt arbejdede meget hårdt på at opfinde Watt flerledsmekanismen til at bevæge hans dampmaskines stempel. Chebyshev arbejdede på flerledsmekanisme design i over tredive år, hvilket ledte ham til hans arbejde på polynomier.
 
Nye flerledsmekanisme opfindelser, designet grundet behov, var afgørende ved tøjproduktion, effektudveksling og hastighedsregulering. Selv det at få en mekanisme til at producere præcis retlinjet bevægelse, uden en mekanisk reference, tog år at løse.